# Plaça d'Espanya (Llucmajor)

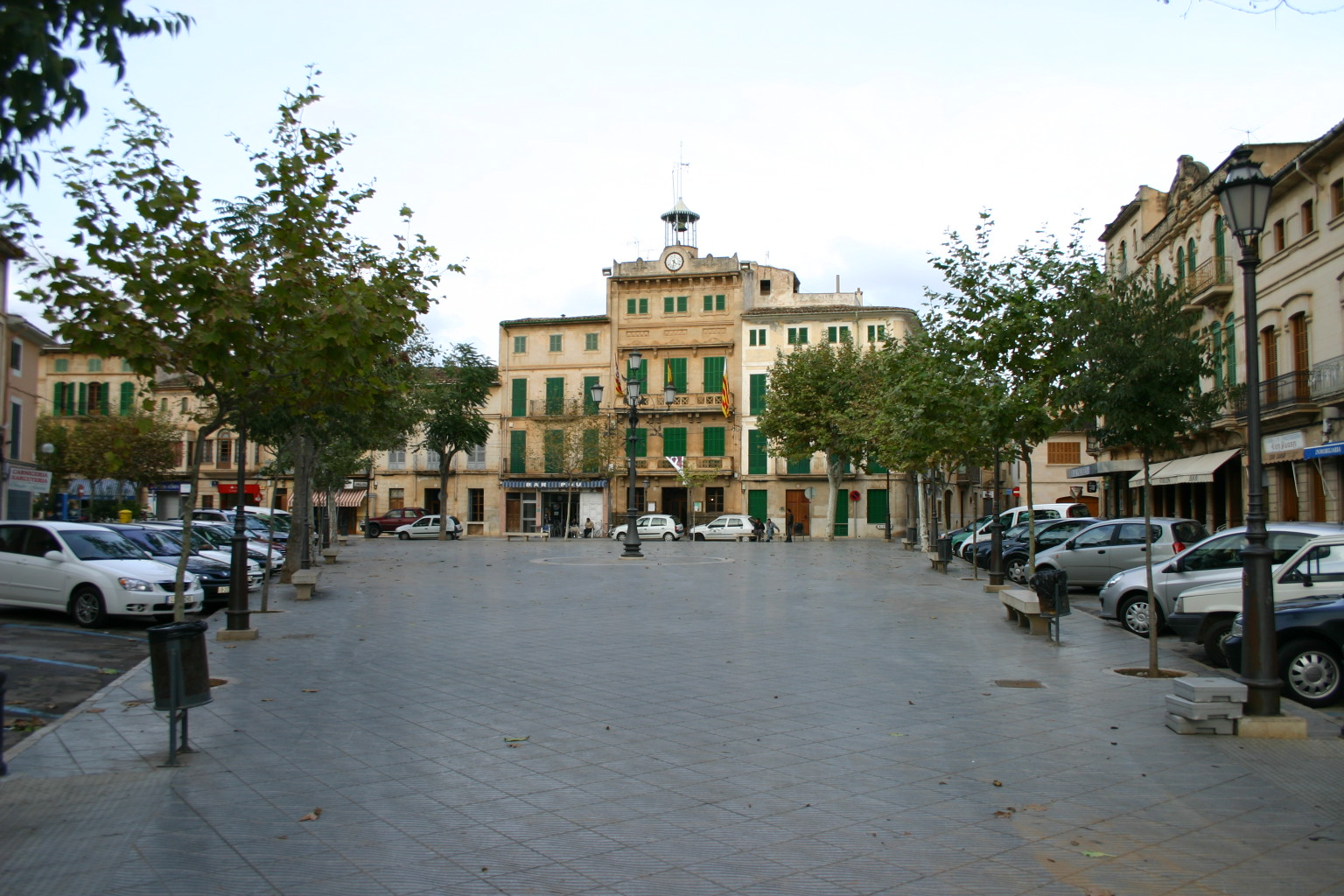
Plaça d'Espanya abans de la darrera reforma

La Plaça d'Espanya, abans coneguda com a Plaça Major, o simplement com la Plaça és el centre de la vila de Llucmajor (Mallorca). De fet, durant molts d'anys no hi havia una altra plaça, ja que la plaça de s'Arraval i la plaça dels Pins són més recents i la placeta des Sabater i la des Convent són més aviat jardins. La Plaça conforma un espai triangular situat cap a la part meridional d'es Quadrat on conflueixen els carrers de sa Font, sa Fira, Bons Aires, Born, Bisbe Taixaquet, carrer de la Parròquia i carrer Constitució.
Enmig hi ha un fanal, metàl·lic, que està sobre un peu de pedra i, els dies de festa major s'hi col·loca al voltant el cadafal, restaurat l'any 2011 i on antigament es tocava música.

## Història
Per la configuració topogràfica, la situació i la seva característica forma de triangle isòsceles es podria deduir que la situació de la plaça fou el resultat de la confluència de dues torrenteres que baixaven pels que avui són els carrers de Sant Miquel i de sa Font, antigament anomenat de sa Síquia, llavors continuaven pel carrer dels Llavadors, avui del Bisbe Taixaquet, fins al que és el Passeig Jaume III, on l'aigua era recollida en uns llavadors que la gent aprofitava per rentar-hi.
La forma de la plaça sempre ha estat la mateixa, però han anat canviant els edificis que l'envolten. Es poden esmentar tres reformes importants que han canviat la seva fisonomia:
- Reforma de l'any 1929: la part de llevant de la plaça estava formada per catorze cases d'antiga construcció amb una alineació molt irregular. El batle Miquel Mataró Monserrat proposà la reforma que consistí en l'enderrocament de les cases velles i la construcció de nous edificis alineats d'acord amb la forma horitzontal dels cantons dels carrers de Bons Aires i de sa Fira. L'estil de les façanes d'aquests edificis és variat, mesclant-se elements del modernisme i el regionalisme amb elements classicistes.

També es va construir el rebosillo: aquest és el nom popular amb el qual es va batejar la zona central de la plaça, enrajolada i limitada per una vorada a més alt nivell del carrer.
- Reforma de l'any 1979: essent batle Gabriel Ramon Julià, l'Ajuntament adquirí la illeta de Can Mataró. Els edificis van ser enderrocats i en quedà el solar com a zona verda. Amb aquesta reforma la plaça va veure ampliat el seu espai.

- Reforma de l'any 2009: es va procedir a convertir en zona de vianants la plaça i alguns dels carrers que hi conflueixen. La illeta de Can Mataró es va convertir en una zona de jocs infantil. El rebosillo va desaparèixer, però es varen mantenir els arbres i els bancs que recorden la seva forma.[3] Aquests bancs varen esser modificats, no sense polèmica, amb afegits que trencaren amb l'harmonia estètica de la plaça durant el mandat del batle Éric Jareño (2019-2023).

## Edificis destacables
- L'Ajuntament o Casa de la Vila
- Can Brassete
- Cafè Colon
- Ca na Meca
- Bar Tabú
- Sa Mútua

## La Plaça en l'actualitat
A la plaça hi ha restaurants, cafès, comerços i altres negocis. És on es fa el mercat de fruita i verdura els dimecres, divendres i diumenges. I és el centre de les principals festes del poble: Ses Fires i Santa Càndida.